# John Dinwoodie
John S. Dinwoodie (1904–1980) byl skotský duchovní a básník. Jeho sbírka básní vyšla v KVAROPO pod názvem KASTELO EL REVOJ.